# خارشتر
خارشُتُر یا آدور (نام علمی: Alhagi) گیاهی است پایا از خانواده باقلاییان (Papilionaceae یا Fabaceae) از زیرخانواده باقالی‌ها (Faboideae) و یکی از بنشن‌ها به‌شمار می‌رود. نام دیگر آن علف ترنجبین است.
میوه این خانواده ناشکوفا است. بوته‌های آن نیمه درختچه‌ای و نیمه‌چوبی است که تا ارتفاع ۵۰ تا ۱۵۰ سانتی‌متر می‌رسد. ساقه‌های آن سبز رنگ با خارهای تیزِ نوک‌زرد است. ادرارآور و ضد سیاه‌سرفه و تب و لرز است. کاسبرگ آن بدون کرک، زنگ‌مانند و با پنج دندانه مثلثی کوتاه نوک تیز است. دانه‌های آن در درون نیامک پهلوی هم قرار دارند.
خارشتر از نظر پزشکی سنتی دارای طبع گرم و خشک بوده و برای رفع صفرا و سنگ کلیه و مثانه مؤثر است. . خارشتر یکی از علوفه‌های خوراکی برای دام به ویژه بز است. این گیاه مقاوم به سرما و کم آبی، دارای ریشه عمیق حتی تا ژرفای ۵ تا ۷ متر، و علف هرز مزارع غلات و چغندر است. میوه آن را ترنجبین (تَراَنگَبین)، یعنی عسل تر، می‌نامند. خارشتر در شوره‌زارهای ایران، عربستان، صحرای سینا، سوریه، هند و پاکستان تا ارتفاع ۴۰۰ متری از سطح دریا می‌روید.

## خارشتر ایرانی

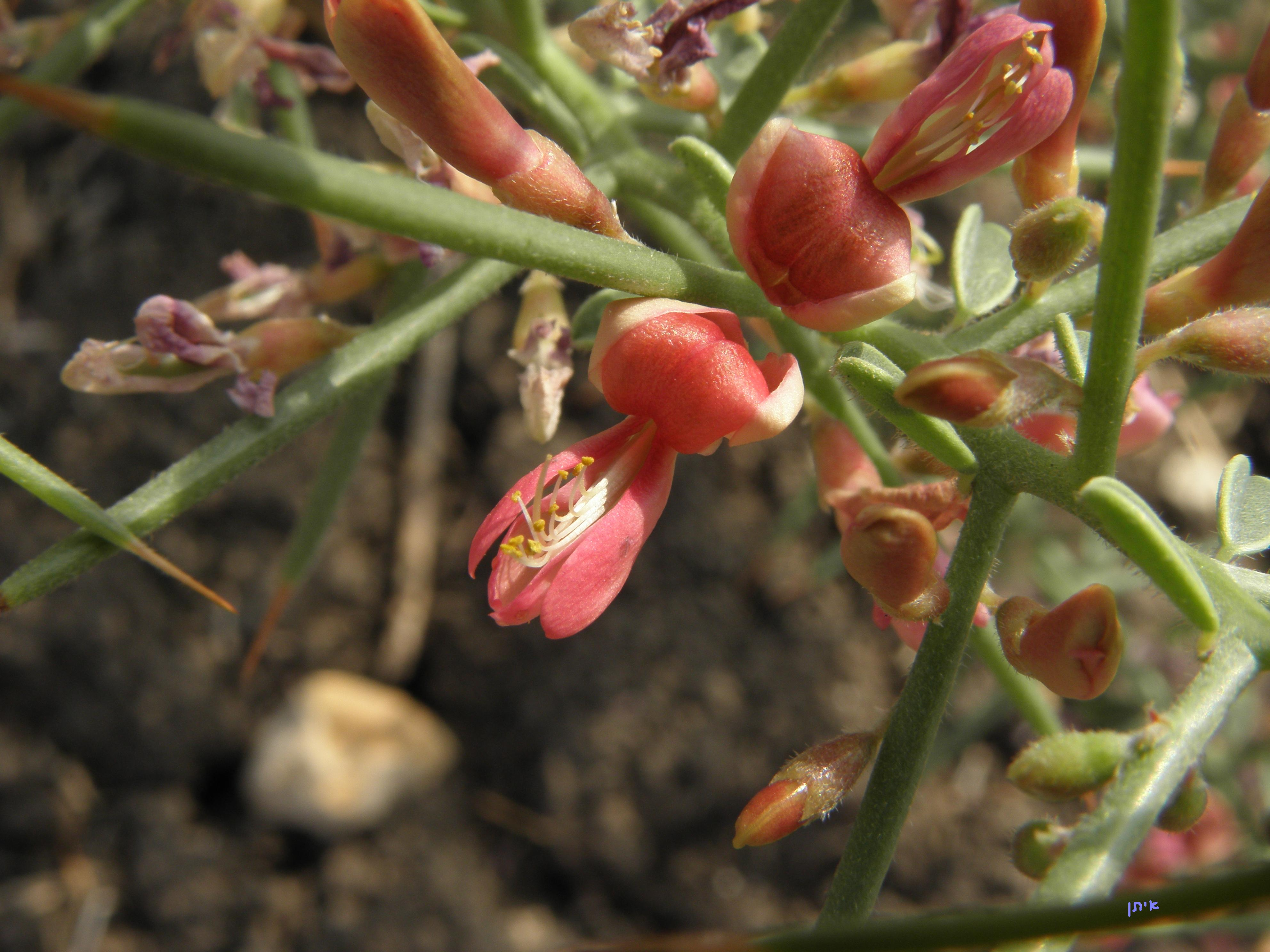
گل خارشتر

خارشتر ایرانی با نام علمی Alhagi maurorum یا Alhagi persarum نمونه خارشتر غالب در ایران است. در متون کهن کشاورزی ایران آن را حاج خوانده‌اند.
گیاه خارشتر دارای ترکیبات آنتی اکسیدانی بوده و اثبات شده است که استفاده خوراکی از آن در جیره غذایی ماکیان می تواند بر کاهش فساد گوشت اثر داشته باشد

## نام‌های علمی و انگلیسی
واژه Alhagi در زبان‌های اروپایی از عربی الحاجی گرفته شده‌است. برای گونه اصلی خارشتر یعنی Alhagi maurorum سه نام علمی دیگر بکار می‌رود یعنی:∗
- Alhagi mannifera Jaub. & Spach
- Alhagi graecorum Boiss
- Alhagi tournefortii Heldr

نام‌های گوناگون خارشتر در زبان انگلیسی عبارت‌اند از: (معنای واژگانی آن‌ها درون دوکمان آمده‌است)
- Camelthorn (خار شتر)
- Manna Tree (درخت انگبین)
- Persian Manna Plant (گیاه انگبین ایرانی)

## نگارخانه

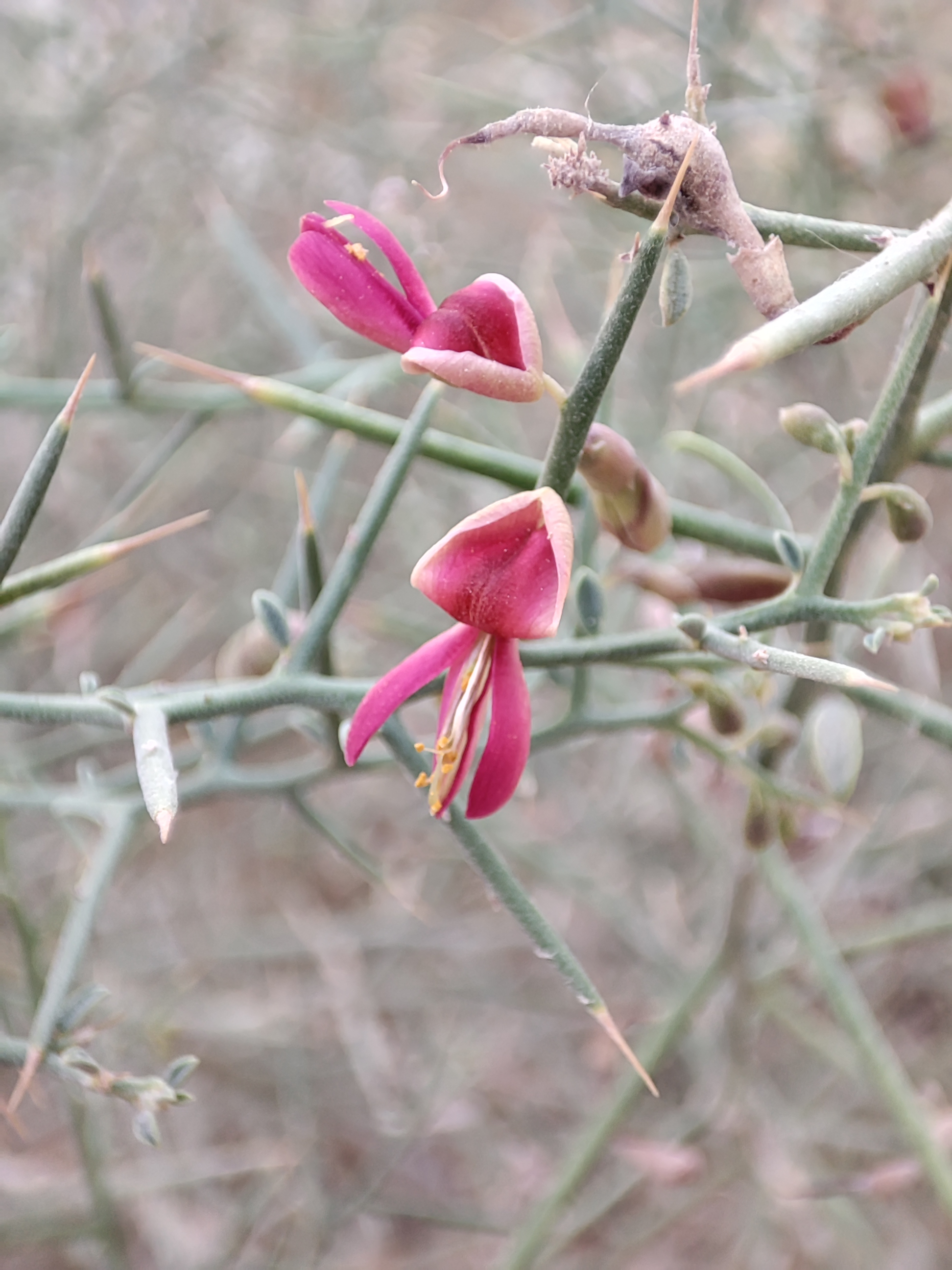
گل خارشتر
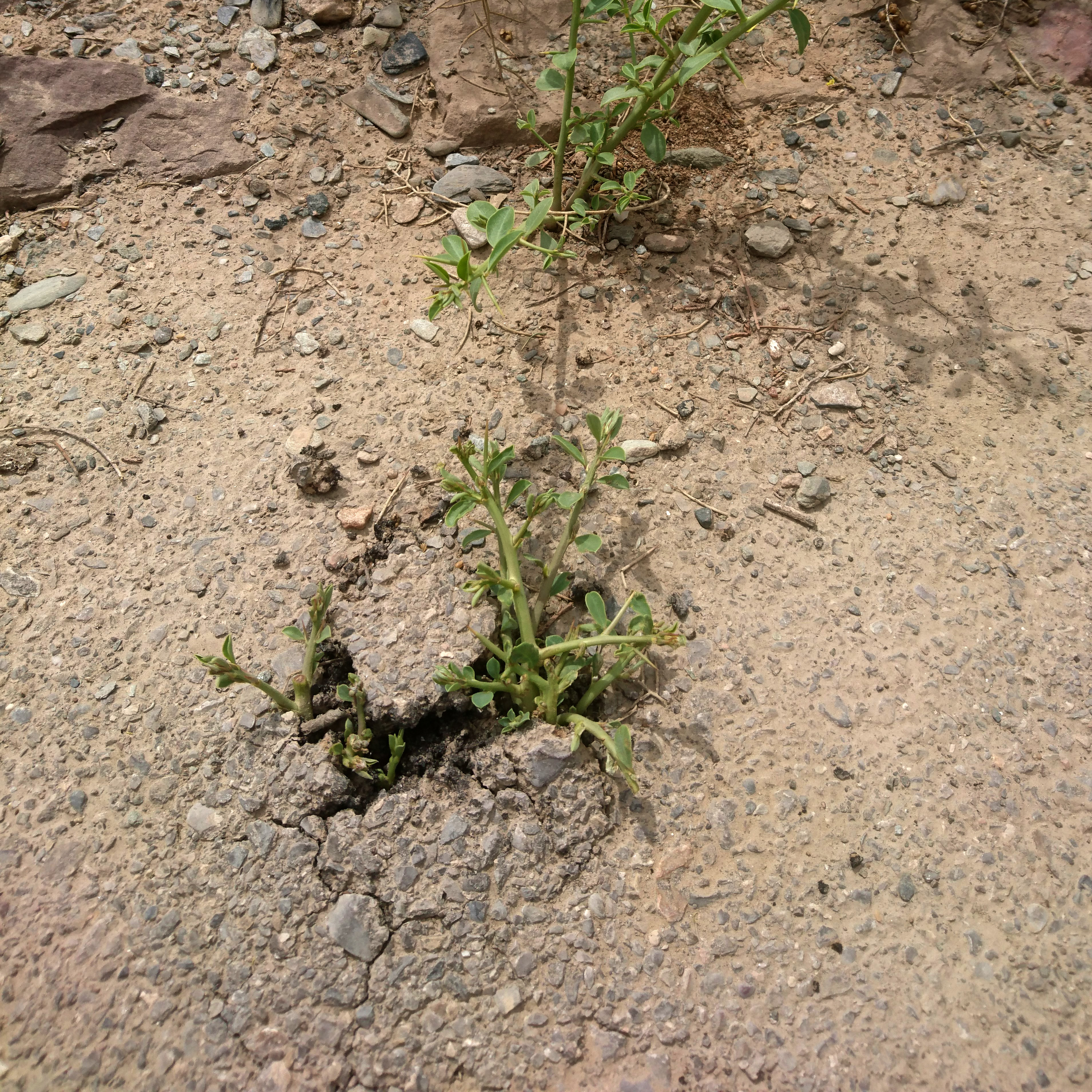
رویش خارشتر از درون آسفالت
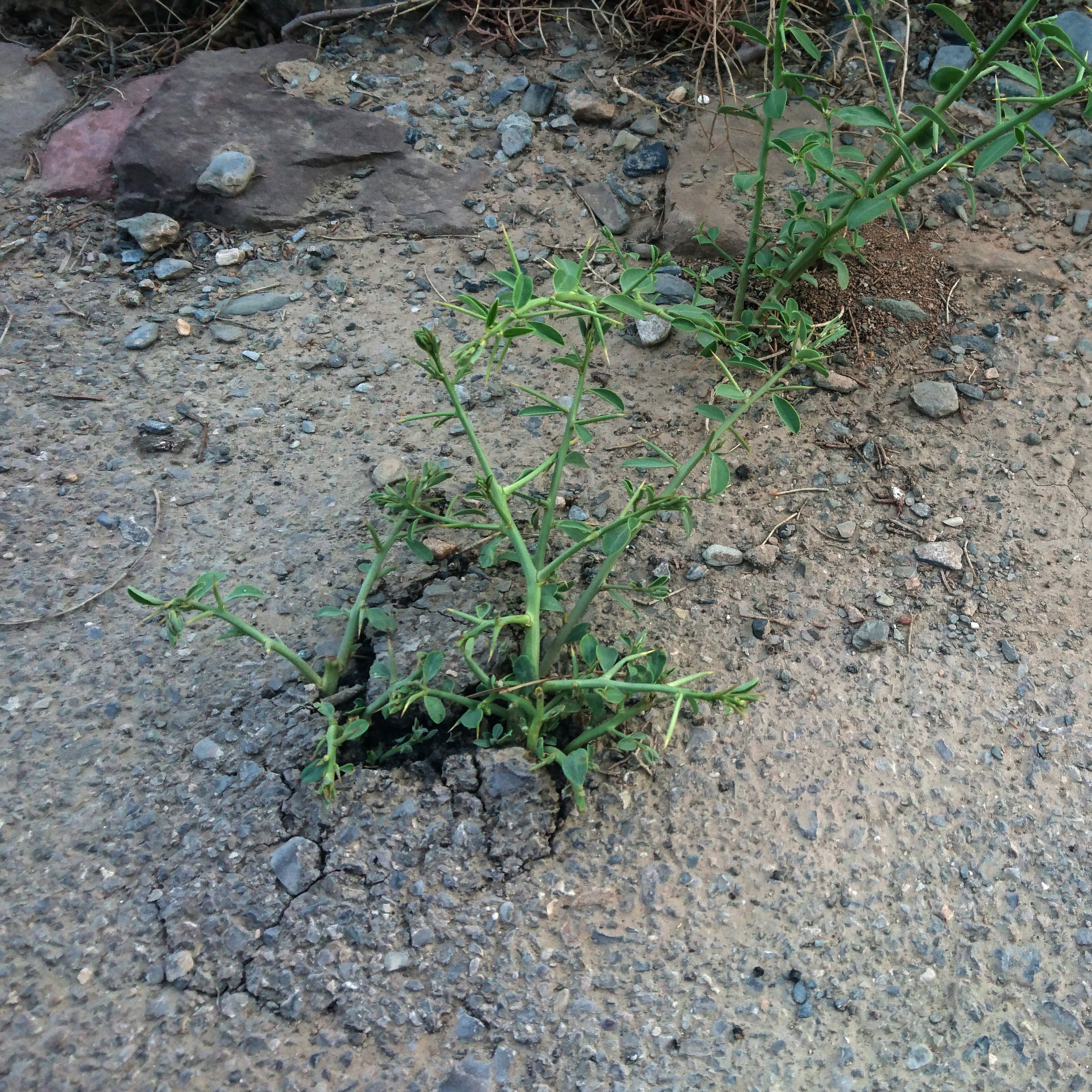
رویش خارشتر از درون آسفالت
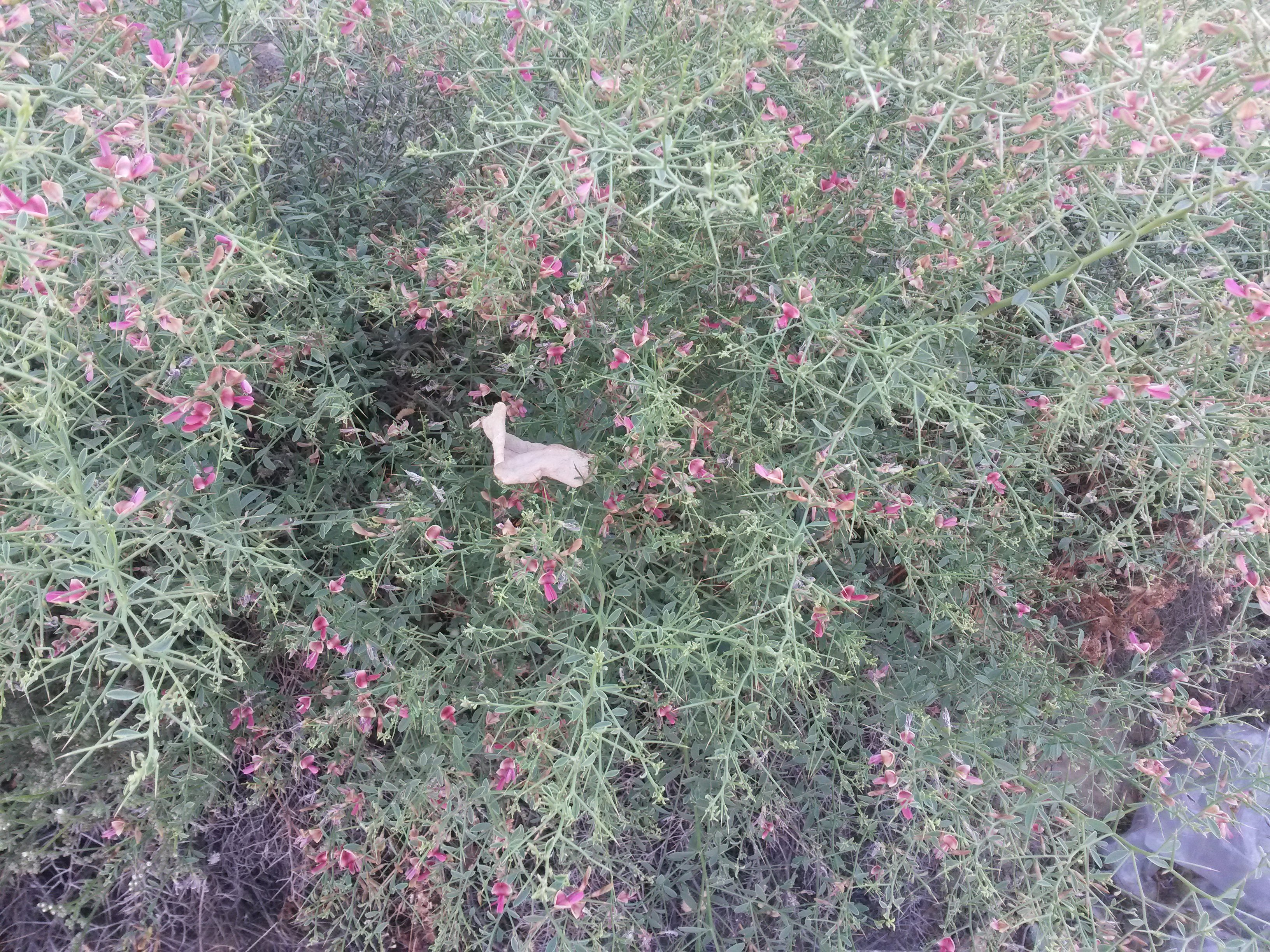
یک بوته خارشتر خودرو
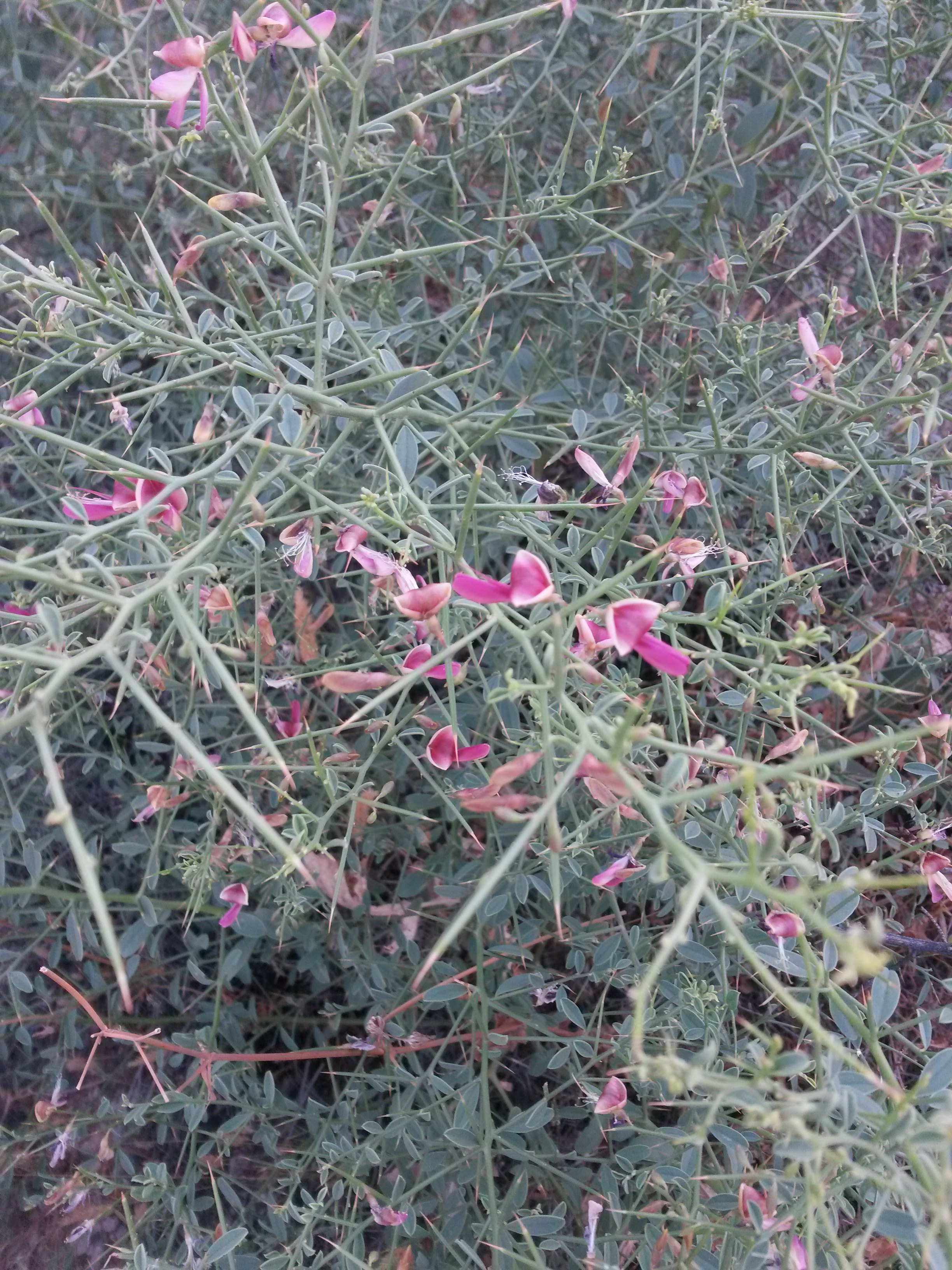
گلهای یک بوته خارشتر خودرو
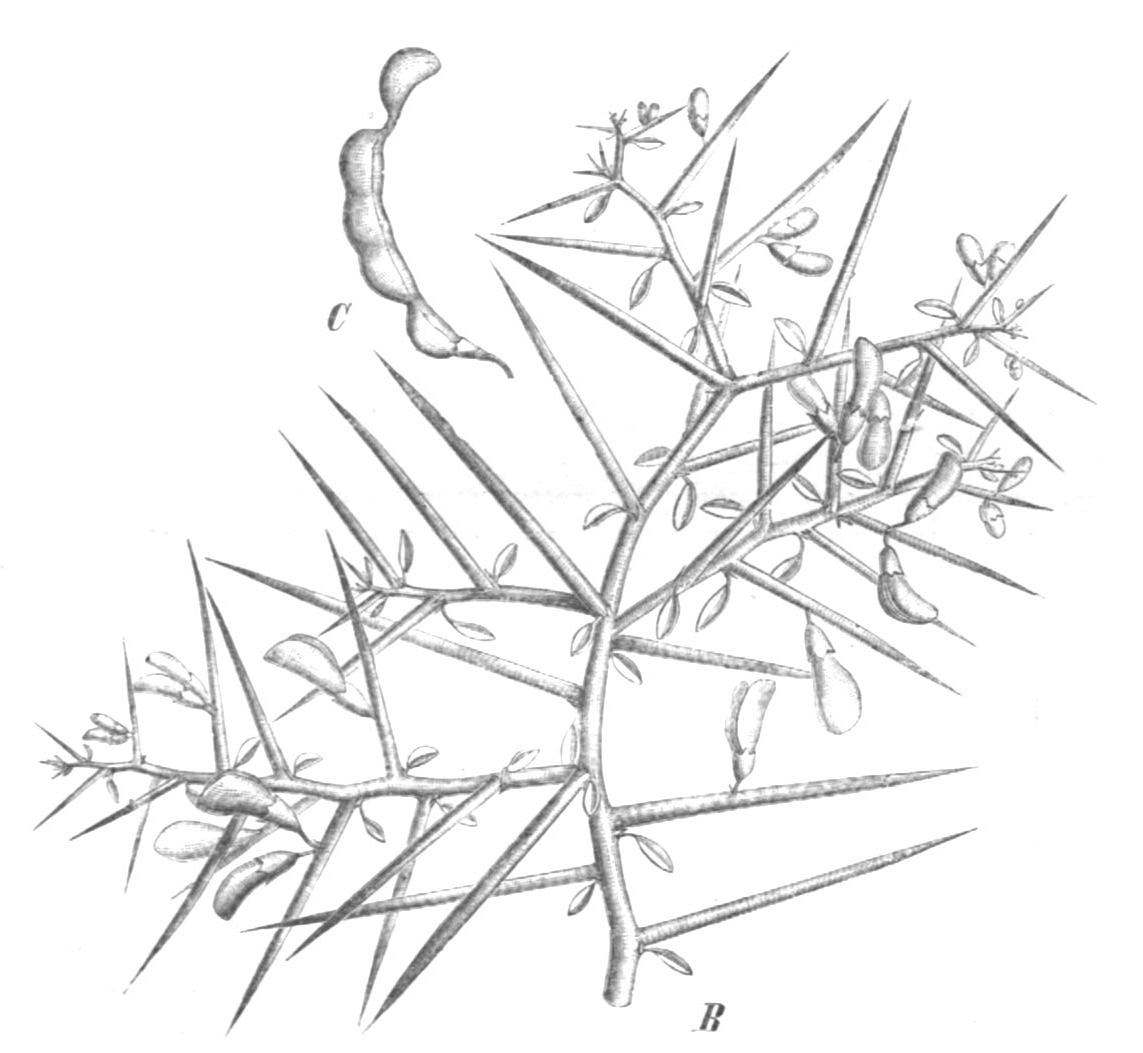